# Coenosia acuticornis
Coenosia acuticornis är en tvåvingeart som beskrevs av Stein 1910. Coenosia acuticornis ingår i släktet Coenosia och familjen husflugor. Inga underarter finns listade i Catalogue of Life.